# Hidasnémeti
Hidasnémeti ist eine ungarische Gemeinde im Kreis Gönc im Komitat Borsod-Abaúj-Zemplén.

## Geografische Lage
Hidasnémeti liegt in Nordungarn, 55 Kilometer nordöstlich des Komitatssitzes Miskolc, an den Flüssen Szártos-patak und Hernád. Nachbargemeinden sind Hernádszurdok und Tornyosnémeti in jeweils gut zwei Kilometer Entfernung. Die nächste Stadt Gönc befindet sich viereinhalb Kilometer südöstlich von Hidasnémeti.

## Gemeindepartnerschaften
- Buzica, Slowakei
- Hidas, Ungarn
- Nasavrky, Tschechien
- Nová Lesná, Slowakei

## Sehenswürdigkeiten
- Árpád-Denkmal (I. világháborús emlékmű (Árpádemlékmű)), erschaffen 1932 von Elemér Dedinszky
- Denkmal des unbekannten Soldaten (Ismeretlen katona emlékműve)
- Heimatmuseum (Tájház)
- Jüdischer Friedhof (Zsidó temető)
- Nepomuki-Szent-János-Statue aus dem Jahr 1748, restauriert 1994
- Reformierte Kirche, erbaut 1791–1793
- Römisch-katholische Kirche Szent Kereszt, erbaut 1771, später umgebaut und erweitert

## Verkehr
In Hidasnémeti treffen die Landstraßen Nr. 3708 und Nr. 3750 aufeinander, westlich des Ortes verläuft die Hauptstraße Nr. 3. Die Gemeinde ist angebunden an die Eisenbahnstrecken nach Miskolc, Abaújszántó und in die Slowakei.

## Bilder

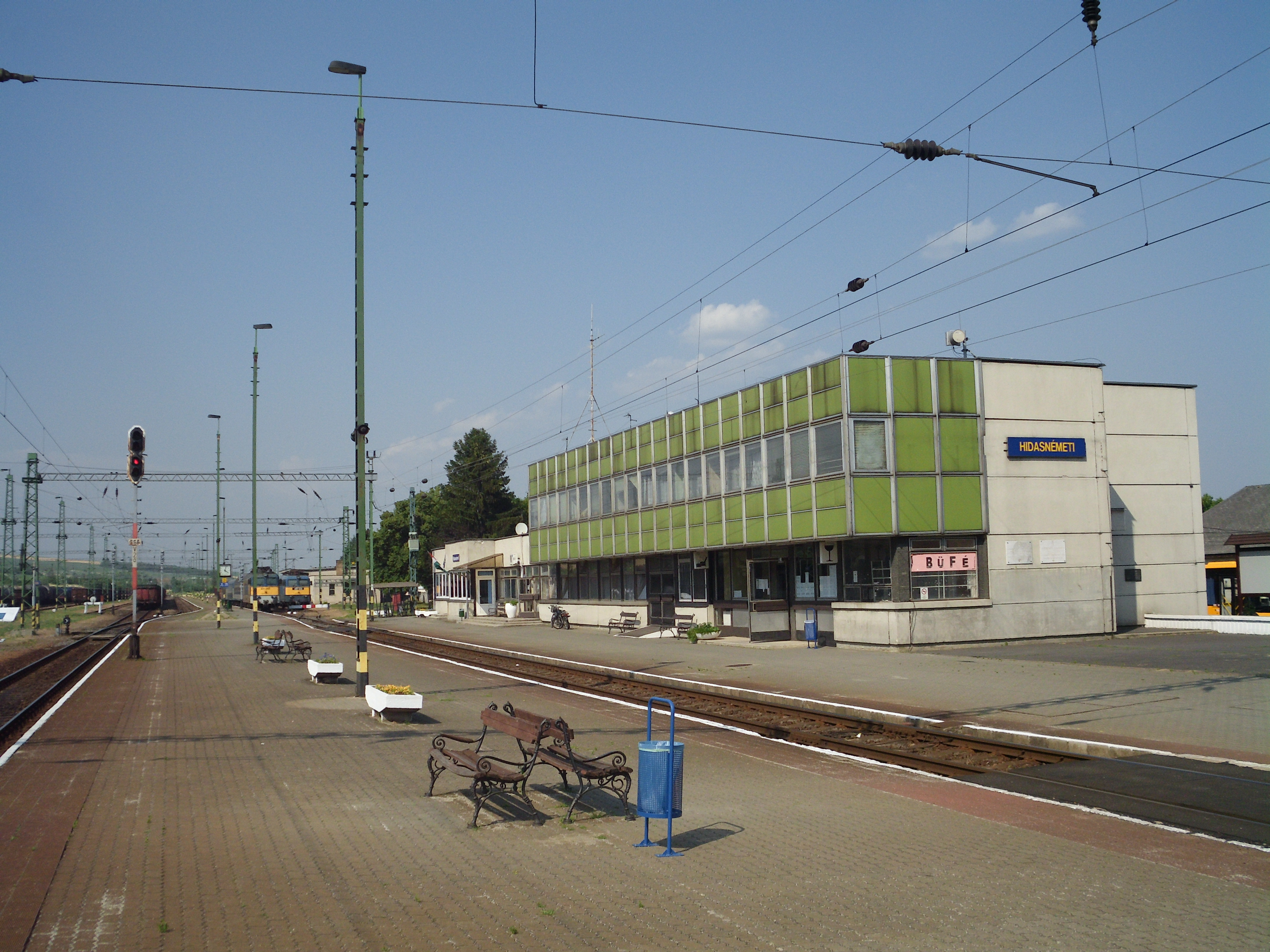
Bahnhof in Hidasnémeti
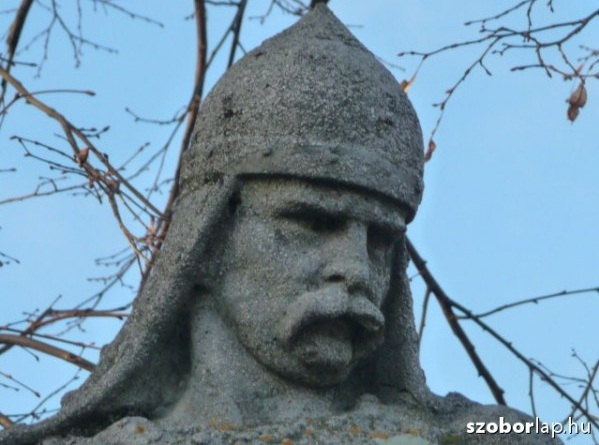
Kopf der Árpád-Statue